# هیون سونگ-جونگ
هیون سونگ-جونگ (انگلیسی: Hyun Soong-jong؛ زادهٔ ۲۶ فوریهٔ ۱۹۱۹ – درگذشتهٔ ۲۵ مهٔ ۲۰۲۰) یک سیاست‌مدار اهل کره جنوبی بود. وی از ۸ اکتبر ۱۹۹۲ تا ۲۵ فوریه ۱۹۹۳ نخست‌وزیر این کشور بود.
وی هم‌چنین از سربازان ارتش امپراتوری ژاپن در جنگ جهانی دوم بود. هیون سونگ-جونگ در ۲۵ مه ۲۰۲۰، در سن ۱۰۱ سالگی درگذشت. او در زمان مرگ پیرترین رهبر پیشین جهان و پیرترین نخست‌وزیر پیشین کره جنوبی بود.